# Premijer liga Bosne i Hercegovine u šahu
Premijer liga BiH je najviši razred ekipnog šahovskog natjecanja u Bosni i Hercegovini. Osnovana je 2002. godine. Samo 10 klubova ima pravo nastupa. Svake godine iz lige ispadaju 3 kluba, a pravo nastupa stječu prvaci matičnih saveza koji čine Šahovsku uniju BiH. Stalni sudionik ovog natjecanja je ŠK Široki Brijeg koji je tri puta je stekao pravo nastupiti na Kupu europskih klubova, u Austriji 2006. godine, Grčkoj 2008. godine i Izraelu 2012.godine. Godine 2014. ostvario je to četvrti put.
2014.: Široki Brijeg